# BMW N40
BMW N40 — бензиновый двигатель внутреннего сгорания немецкого автоконцерна BMW, производство которого началось в 2001 году и закончилось в 2004 году. Пришёл на смену двигателю BMW M43. Устанавливался на BMW E46. Выпускался параллельно с BMW N42. Вытеснен с конвейера двигателем BMW N45.
Двигатель BMW N40 выпускался на базе BMW N42. Красная зона составляет 6500 оборотов в минуту. У двигателя BMW N40 нет Valvetronic.
Диаметр цилиндра составляет 84 мм, а ход поршня — 72 мм.

## Технические характеристики
| Тип    | Объём            | Диаметр × Ход поршня | Цилиндров | Мощность при об/мин         | Крутящий момент при об/мин | Красная зона | Годы производства |
| ------ | ---------------- | -------------------- | --------- | --------------------------- | -------------------------- | ------------ | ----------------- |
| N40B16 | 1,6 л (1596 см3) | 84 мм × 72 мм        | 4         | 85 кВт (115 л. с.) при 6100 | 150 Н*м при 4300           | 6500 об/мин  | 2001—2004         |